# Klęska głodu

Pomarańczowa wstążka – symbol świadomości problemu głodu

Klęska głodu – niedostatek żywności, powodujący niedożywienie lub śmierć głodową znacznej części populacji.

## Przyczyny głodu
Wśród głównych przyczyn występowania głodu można wymienić:

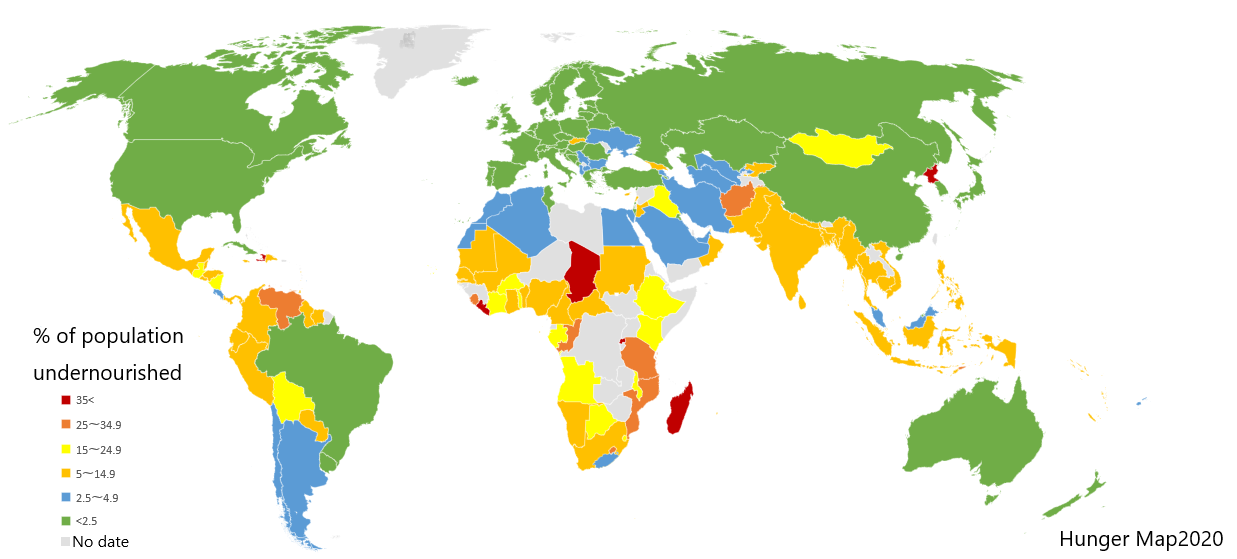
Odsetek populacji dotkniętej niedożywieniem według statystyki ONZ z 2013

- błędne decyzje polityczne;
- konflikty zbrojne;
- klęski żywiołowe.

## Głód – problem globalny

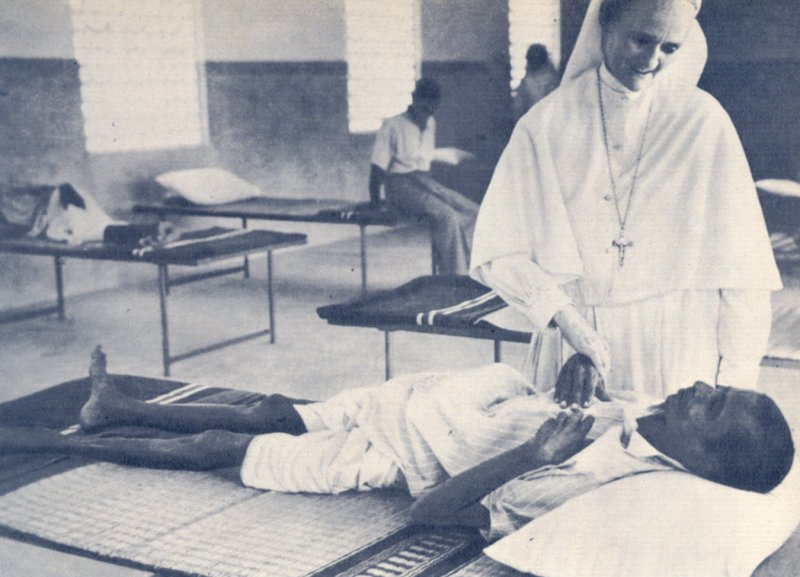
Głód i niedożywienie to nieszczęścia, które w pierwszej kolejności dotykają ludzi biednych. Madras, Indie, prawdopodobnie lata 50. XX w.

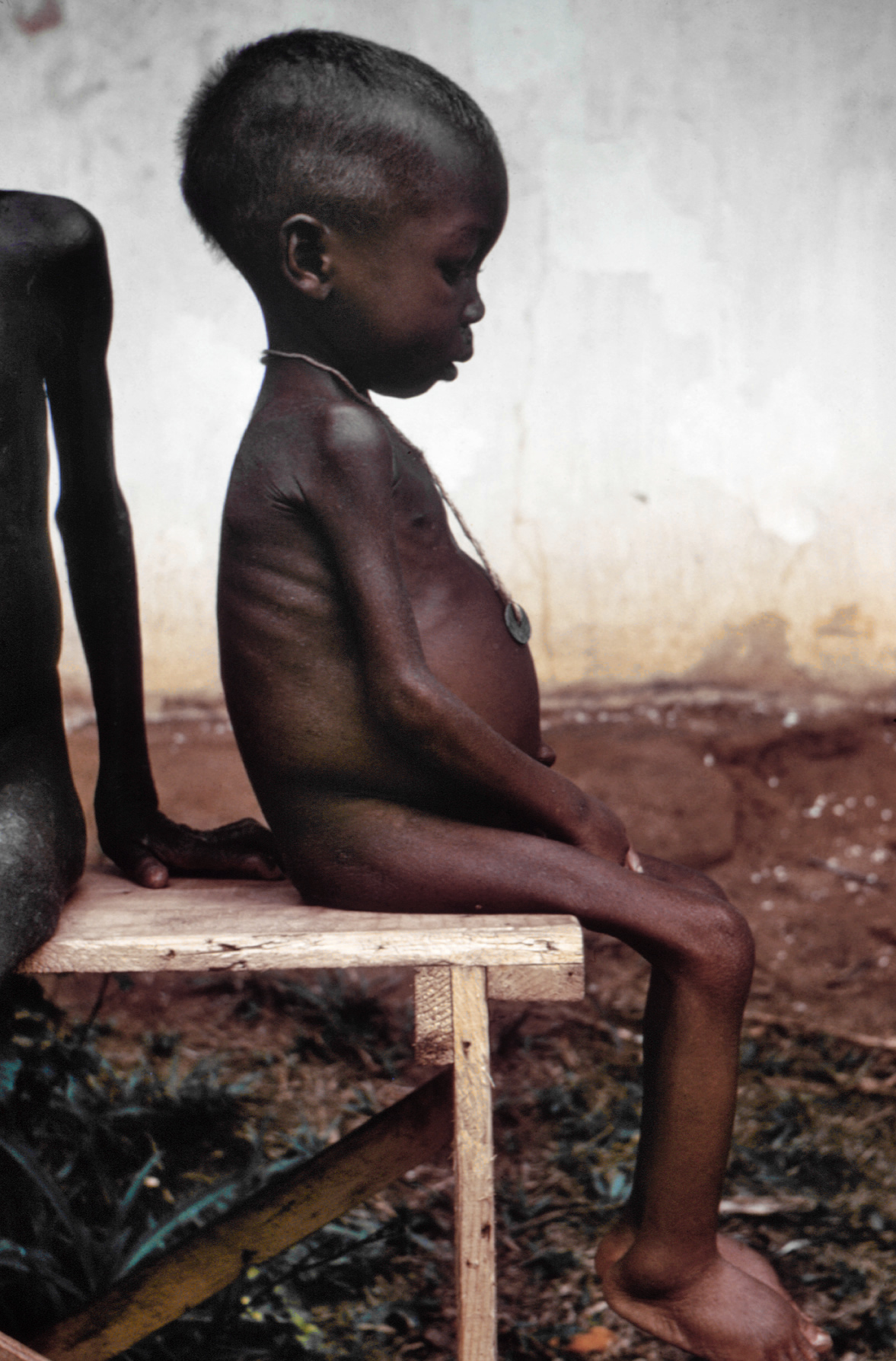
Dziewczynka z widocznymi objawami obrzęku głodowego. Dziecko chore na kwashiorkor, przebywające w obozie dla uchodźców. Jedna z wielu ofiar wojny domowej w Nigerii z secesjonistyczną Biafrą w latach 1967–1970.

Według szacunków ONZ ds. Wyżywienia i Rolnictwa, w latach 2016–2018 głodowało 821 mln ludzi. Problem w największym stopniu dotyka kraje rozwijające się, tylko 16 mln spośród głodujących mieszkało w krajach rozwiniętych.
Państwa, które według danych ONZ w latach 2000–2002 miały co najmniej 5 mln głodujących obywateli:
| Państwo                       | Liczba (mln ludzi) | Procent ludności kraju |
| ----------------------------- | ------------------ | ---------------------- |
| Indie                         | 250,4              | 23%                    |
| Chiny                         | 142,1              | 11%                    |
| Bangladesz                    | 42,5               | 30%                    |
| Demokratyczna Republika Konga | 35,5               | 62%                    |
| Etiopia                       | 31,3               | 40%                    |
| Pakistan                      | 29,3               | 19%                    |
| Filipiny                      | 17,2               | 21%                    |
| Brazylia                      | 15,6               | 8%                     |
| Tanzania                      | 15,6               | 41%                    |
| Wietnam                       | 14,7               | 17%                    |
| Indonezja                     | 12,6               | 6%                     |
| Tajlandia                     | 12,2               | 19%                    |
| Nigeria                       | 11,0               | 8%                     |
| Kenia                         | 10,3               | 30%                    |
| Mozambik                      | 8,5                | 43%                    |
| Sudan                         | 8,5                | 23%                    |
| Korea Północna                | 8,1                | 36%                    |
| Jemen                         | 6,7                | 32%                    |
| Madagaskar                    | 6,0                | 32%                    |
| Kolumbia                      | 5,7                | 13%                    |
| Zimbabwe                      | 5,6                | 43%                    |
| Meksyk                        | 5,2                | 5%                     |
| Zambia                        | 5,2                | 45%                    |
| Rosja                         | 5,2                | 4%                     |
| Angola                        | 5,1                | 32%                    |
| inne państwa                  | 145,0              | 6%                     |
| ogółem na świecie             | 850,0              | 13%                    |

## Głód w historii
W Europie epidemie głodu nie są odległym historycznie wydarzeniem. W „Baśniach” braci Grimm znajdujemy reminiscencje wydarzeń z czasów wojny trzydziestoletniej. Nowsze, pamiętane wciąż przez żyjących świadków (stan na 2006) wiążą się m.in. z powojennymi zniszczeniami II wojny światowej, np. w Niemczech i Rosji oraz głodem ostatnich lat I wojny światowej. Także historycznie doniosła, sztucznie wywołana klęska głodu w latach 30. XX w., która dotknęła Ukrainę na skutek działań politycznych wobec odrzucenia kolektywizacji prowadzonej przez Stalina. Śmiercią głodową umierali ludzie w obozach koncentracyjnych, w gettach, podczas marszów śmierci, na wygnaniu.

| Daty      | Wydarzenie | Miejsce                                                | Szacowana liczba ofiar                    |
| --------- | --- | ------------------------------------------------------ | ----------------------------------------- |
| 1946–1948 | Głód na Wyspach Zielonego Przylądka                                                                                                  | Republika Zielonego Przylądka                          | 30 tys.                                   |
| 1949      | Głód w Nyasaland | Malawi                                                 | 200                                       |
| 1950      | Klęska głodu Inuitów Caribou w Regionie Kivalliq                                                                                     | Kanada                                                 | 60                                        |
| 1958      | Głód w Tigraju | Etiopia                                                | 100 tys.                                  |
| 1959–1961 | Wielki Głód Chiński (三年大饥荒) | Chiny                                                  | 15–43 mln                                 |
| 1966–1967 | Susza i niedożywienie na wyspie Lombok, spotęgowant przez regionalne restrykcje dotyczące handlu ryżem                               | Indonezja                                              | 50 tys.                                   |
| 1967–1970 | Klęska głodu w Biafrze | Nigeria                                                | 1 mln                                     |
| 1968–1972 | Klęska suszy w Sahelu | Mauretania, Mali, Czad, Niger, Burkina Faso            | 1 mln                                     |
| 1972–1973 | Głód w Etiopii spowodowany słabymi rządami; upadek rządu w wyniku kryzysu po zamachu stanu na cesarza Hajle Syllasje I i rządy Dergu | Etiopia                                                | 60 tys.                                   |
| 1974      | Głód w Bangladeszu | Bangladesz                                             | 27 tys.–1,5 mln                           |
| 1975–1979 | Terror Czerwonych Khmerów | Demokratyczna Kampucza                                 | 1,5–2 mln                                 |
| 1980–1981 | Klęska głodu spowodowana przez suszę i konflikty                                                                                     | Uganda                                                 | 30 tys.                                   |
| 1982–1985 | Wojna domowa w Mozambiku | Mozambik                                               | 100 tys.                                  |
| 1983–1985 | Głód w Etiopii | Etiopia                                                | 400–600 tys.                              |
| 1984–1985 | Głód spowodowany przez suszę, kryzys ekonomiczny i II wojnę domową w Sudanie                                                         | Sudan                                                  | 240 tys.                                  |
| 1988      | Głód w wyniku II wojny domowej w Sudanie                                                                                             | Sudan                                                  | 100 tys.                                  |
| 1991–1992 | Głód w Somalii w wyniku suszy i wojny domowej                                                                                        | Somalia                                                | 300 tys.                                  |
| 1993      | Klęska głodu w Sudanie | Sudan                                                  |                                           |
| 1994–1998 | Klęska głodu w Korei Północnej | Korea Północna                                         | 200 tys.–3,5 mln                          |
| 1998      | Klęska głodu w Sudanie | Sudan                                                  | 70 tys.                                   |
| 1998–2000 | Głód w Etiopii. Sytuację pogorszyła wojna erytrejsko-etiopska                                                                        | Etiopia                                                |                                           |
| 1998–2004 | II wojna domowa w Kongu | Demokratyczna Republika Konga                          | 27 tys.                                   |
| 2003–2005 | Głód podczas Konfliktu w Darfurze | Sudan                                                  | 2 tys.                                    |
| 2005–2006 | Kryzys żywnościowy w Nigrze | Niger, Afryka Zachodnia                                |                                           |
| 2011–2012 | Głód w Rogu Afryki | Somalia                                                | 285 tys.                                  |
| 2012      | Klęska suszy w Sahelu | Senegal, Gambia, Niger, Mauretania, Mali, Burkina Faso |                                           |
| 2016–     | Klęska głodu w Jemenie (od 2016) | Jemen                                                  | 85 tys. dzieci, nieznana liczba dorosłych |
| 2017–     | Klęska głodu w Sudanie, głód w Somalii w wyniku Suszy w Somalii, głód w Nigerii                                                      | Sudan Południowy, Unity, Somalia i Nigeria.            |                                           |